# Engyophrys
Engyophrys is een geslacht van straalvinnige vissen uit de familie van botachtigen (Bothidae). Het geslacht is voor het eerst wetenschappelijk beschreven in 1890 door Jordan & Bollman samen met de typesoort Engyophrys sanctilaurentii.
De soort werd aangetroffen in de Stille Oceaan voor de kust van Colombia.

## Soorten
- Engyophrys sanctilaurentii Jordan & Bollman, 1890
- Engyophrys senta Ginsburg, 1933